# Vladimir Horowitz
Vladimir Horowitz (ryska: Владимир Самойлович Горовиц), född 1 oktober 1903 i Kiev i Kejsardömet Ryssland (nuvarande Ukraina), död 5 november 1989 i New York i New York, var en rysk-amerikansk pianist. Under karriären drog sig Horowitz tillbaka från offentliga spelningar fyra gånger. Horowitz vann 25 Grammy Awards och 5 Grammy Hall of Fame Awards. Han tilldelades presidentens frihetsmedalj.

## Biografi

### Uppväxt och tidig karriär (1903–1925)
Vladimir Horowitz föddes 1 oktober 1903 i Kiev i Kejsardömet Ryssland (nuvarande Ukraina). Åren 1912–1920 studerade han musik på Kievs konservatorium. Inledningsvis låg hans intresse kring komposition. Bland hans lärare märks Feliks Blumenfeld. I efterdyningarna av ryska revolutionen 1917 blev familjen av med de flesta av sina ägodelar. För att försörja familjen började Horowitz att spela offentligt. 1923 spelade han 70 konserter, varav 23 i Petrograd. När Horowitz som 21-åring lämnade Sovjetunionen, under förespegling att studera i Berlin i sex månader, var han redan en känd pianist.

### Den största pianisten (1925–1938)
Horowitz spelade i Berlin 1925–1926. Efter detta följde en Europaturné där han spelade i Tyskland, Frankrike, Italien och Schweiz. Turnén varade i två år. Impressarion Arthur Judson förde Horowitz till USA. Han gjorde sin debut där 1928 med New York Philharmonic Orchestra. Han träffade Wanda Toscanini, dotter till dirigenten Arturo Toscanini, 1932 och paret gifte sig året därpå. Som bröllopsgåva gav företaget Steinway & Sons paret en piano. Samma år som Horowitz gifte sig beskrevs han efter en konsert i London som "den största pianisten död eller levande".
Efter att uppträtt nästan 100 gånger 1935 var Horowitz utmattad. Han led av en långsam återhämtning efter en blindtarmsoperation. Horowitz drog sig tillbaka från spelandet och tillbringande de närmaste två åren ensam i Frankrike och Schweiz. Under tiden gick rykten om att han skulle vara svårt sjuk och att hans karriär var slut.

### Återkomst till USA (1938–1953)
Vladimir Horowitz återupptog spelandet 1938 med ett framträdande i Zürich. Året därpå spelade han i Paris. Horowitz återvände till USA 1940 och spelade då på Carnegie Hall. Under andra världskriget uppträdde Horowitz flitigt tillsammans med Arturo Toscanini för främja köpen av krigsobligationer. En konsert på Carnegie Hall 25 april 1943 tillsammans med Toscanini och NBC Symphony Orchestra ledde till att krigsobligationer på drygt 10,1 miljoner dollar såldes. Året därpå blev Horowitz amerikansk medborgare.
Efter krigsslutet fortsatte han att spela konserter i USA och utomlands. Han firade 25-årsjublieet av sin amerikanska debut genom att spela en konsert på Carnegie Hall 25 februari 1953. Efter detta drog sig han tillbaka från spelandet och gick in i en period av nästan fullständig isolering. Horowitz var sjuk och enligt läkare överarbetad.

### "Det var underbart" (1953–1969)
Efter en period isolering började Horowitz att ge ut skivor igen. Vissa av dessa har sagts vara bland hans bästa. Horowitz gav undervisning till fem elever under denna period. Han var ingen flitig lärare och det har sagts att han inte vara särskilt duglig på att undervisa. Musikproducent Thomas Frost och Horowitz möttes 1962. Horowitz och Frost samarbetade under 1960-talet fram till 1973, då Horowitz bytte skivbolag. Samarbetet återupptogs över ett decennium senare.
Funderingar kring att börja uppträda offentligt igen ledde till att Horowitz spelade ett antal provkonserter inför vänner på Carnegie Hall 1964. Det var även där han 9 maj 1965 började spela offentligt igen. Senare kommenterade han sin frånvaro från scenen och menade "jag tänkte att ta ett sabbatsår. Det var underbart och jag älskade det." Under tiden träffade Horowitz vänner, spelade kortspel, diskuterade filosofi och läste böcker, bland annat.
De följande åren spelade han ett antal konserter. Inspelningar från konserter i januari och februari 1968 sändes i television senare under året. Under en spelning i Boston 1969 insjuknade Horowitz i en allvarlig förkylning och drog sig tillbaka från offentliga framträdanden ännu en gång.

### USA och världen (1969–1985)
Efter att behandlats med chockterapi 1973 inledde Horowitz en USA-turné 1974. Senare under året blev han den första att spela piano på nya Metropolitan Opera House. Risë Stevens, som var en mångårig vän till Horowitz, bjöd in honom att arbeta på Mannes College of Music 1975 där hon var president. Året därpå tackade Horowitz ja till inbjudan och motiverade detta med att det skulle snart ha gått 50 år sedan hans debutspelning i USA och att han ville bidra till landet. Hans tid på skolan var kort och han lämnade när Stevens sa upp sig som president.
Vladimir Horowitz spelade två konserter på Royal Festival Hall i London 1982. Konserterna blev hans första spelningar utanför USA på 30 år. I Juni 1983 spelade han två konserter på NHK Hall i Japan. Beslutet att spela i Japan hade fattats bara fem veckor tidigare och krävde ombokningar på hallen. De japanska konserterna blev en publiksuccé och det kommenterades att publiken jublade entusiastiskt och på ojapanskt vis. Konserterna sågades dock av kritikerna; en skrev att han "kunde finna endast en fragment av den legendariske Horowitz." Efter detta drog sig Horowitz tillbaka för fjärde gången under sin karriär. Han kom senare att skylla den dåliga prestationen på att ätit för mycket mat och för många sömnpiller samt att ha druckit för mycket.

### De sista åren (1985–1989)
Horowitz spelade konserter i London och Milano 1985. Samma år släpptes dokumentärfilmen Vladimir Horowitz: The Last Romantic av Albert och David Maysles. Under året bytte Horowitz även bolag till Deutsche Grammophon. Thomas Frost, som tidigare producerat verk av Horowitz anlitades som konsult och arbetade med fem album. Samarbetet mellan Horowitz och Frost gav 18 Grammy Awards under Horowitz levnadstid. I april 1986 gjorde han ett uppmärksammat besök i Sovjetunionen. Han hade sex år tidigare förklarat att han aldrig skulle återvända dit. Han spelade en konsert på Moskvakonservatoriet inför en publik på 1800 åskådare. Konserten spelades in för television av amerikanska CBS. Det var också en konsert i Leningrad. När Horowitz senare under året mottog presidentens frihetsmedalj tackade Ronald Reagan Horowitz för att han agerat som "välviljans sändebud å USAs vägnar gentemot Sovjetunionens folk" och att ha varit "vår hjärtats ambassadör".
Inspelning av ett nytt album inleddes i oktober 1987. Inspelningen skedde, likaså det tidigare albumet Horowitz at Home, i hans hem. Horowitz avled i en hjärtinfarkt i sitt hem i New York 5 november 1989. Horowitz ligger begravd på Cimitero Monumentale i Milano tillsammans med sin hustru Wanda och dotter Sonia i familjen Toscaninis grav. Svärfadern, Arturo Toscanini, ligger också begravd i mausoleet. Albumet, The Last Recording, släpptes postumt.

## Privatliv
Vladimir Horowitz gifte sig med Wanda Toscanini (1907–1998) i Milano 21 december 1933. De hade träffat varandra när Toscanini var 25 år. Hon kommenterade senare att hon uppskattade hans utseende och spelande. Paret separerade 1949, men hon började att följa med på mannens turnéer 1951. De förlikade sig 1953 efter att han hade insjuknat. Paret fick en dotter tillsammans, Sonia, som avled i januari 1975 40 år gammal.

## Utmärkelser

Vladimir Horowitz mottar presidentens frihetsmedalj 28 juli 1986.

Horowitz har nominerats till Grammy Award 45 gånger och vunnit vid 25 tillfällen. Horowitz belönades även med President's Merit Award 1988 och Lifetime Achievement Award 1990. Hans konserter har också belönats med fem Grammy Hall of Fame Awards, varav en tillsammans med svärfadern Arturo Toscanini som dirigent.

### Grammy Award
Grammy Award för Best Classical Album
- 1962 – Columbia Records Presents Vladimir Horowitz[21]
- 1965 – Horowitz At Carnegie Hall - An Historic Return[21]
- 1971 – Horowitz Plays Rachmaninoff (Etudes-Tableaux Piano Music; Sonatas)[21]
- 1977 – Concert Of The Century[21]
- 1986 – Horowitz - The Studio Recordings, New York 1985[21]
- 1987 – Horowitz In Moscow[21]

Grammy Award för Best Classical Performance - Instrumental Soloist or Soloists (with or without orchestra)
- 1967 – Horowitz In Concert (Haydn, Schumann, Scriabin, Debussy, Mozart, Chopin)[21]
- 1968 – Horowitz On Television (Chopin, Scriabin, Scarlatti, Horowitz)[21]
- 1986 – Horowitz - The Studio Recordings, New York 1985[21]

Grammy Award för Best Instrumental Soloist(s) Performance (with orchestra)
- 1978 – Rachmaninoff: Con. No. 3 In D Minor For Piano (Horowitz Golden Jubilee)[21]
- 1988 – Mozart: Piano Concerto No. 23[21]

Grammy Award för Best Instrumental Soloist Performance (without orchestra)
- 1962 – Columbia Records Presents Vladimir Horowitz[21]
- 1963 – The Sound Of Horowitz[21]
- 1964 – Vladimir Horowitz Plays Beethoven, Debussy, Chopin[21]
- 1965 – Horowitz At Carnegie Hall - An Historic Return[21]
- 1971 – Horowitz Plays Rachmaninoff (Etudes-Tableaux Piano Music; Sonatas)[21]
- 1972 – Horowitz Plays Chopin[21]
- 1973 – Scriabin: Horowitz Plays Scriabin[21]
- 1976 – Horowitz Concerts 1975/76[21]
- 1978 – The Horowitz Concerts 1977/78[21]
- 1979 – The Horowitz Concerts 1978/79[21]
- 1981 – The Horowitz Concerts 1979/80[21]
- 1987 – Horowitz In Moscow[21]
- 1990 – The Last Recording[21]
- 1992 – Horowitz - Discovered Treasures (Chopin, Liszt, Scarlatti, Scriabin, Clementi)[21]

### Grammy Hall of Fame Award
- 1998 – Tchaikovsky: Piano Concerto No. 1 (Live Performance) (1943, tillsammans med Arturo Toscanini)[22]
- 1999 – Mussorgsky: Pictures at an Exhibition (1951)[22]
- 2002 – Horowitz at Carnegie Hall – An Historic Return (1965)[22]
- 2004 – Golden Jubilee Concert: Rachmaninoff Concerto No. 3 (1978)[22]
- 2008 – Liszt: Sonata in B Minor (1932)[22]

### Övrigt
- 1982 – Wolfpriset i konst[23]
- 1986 – Presidentens frihetsmedalj[17]